# Erik Carlsson (militär)

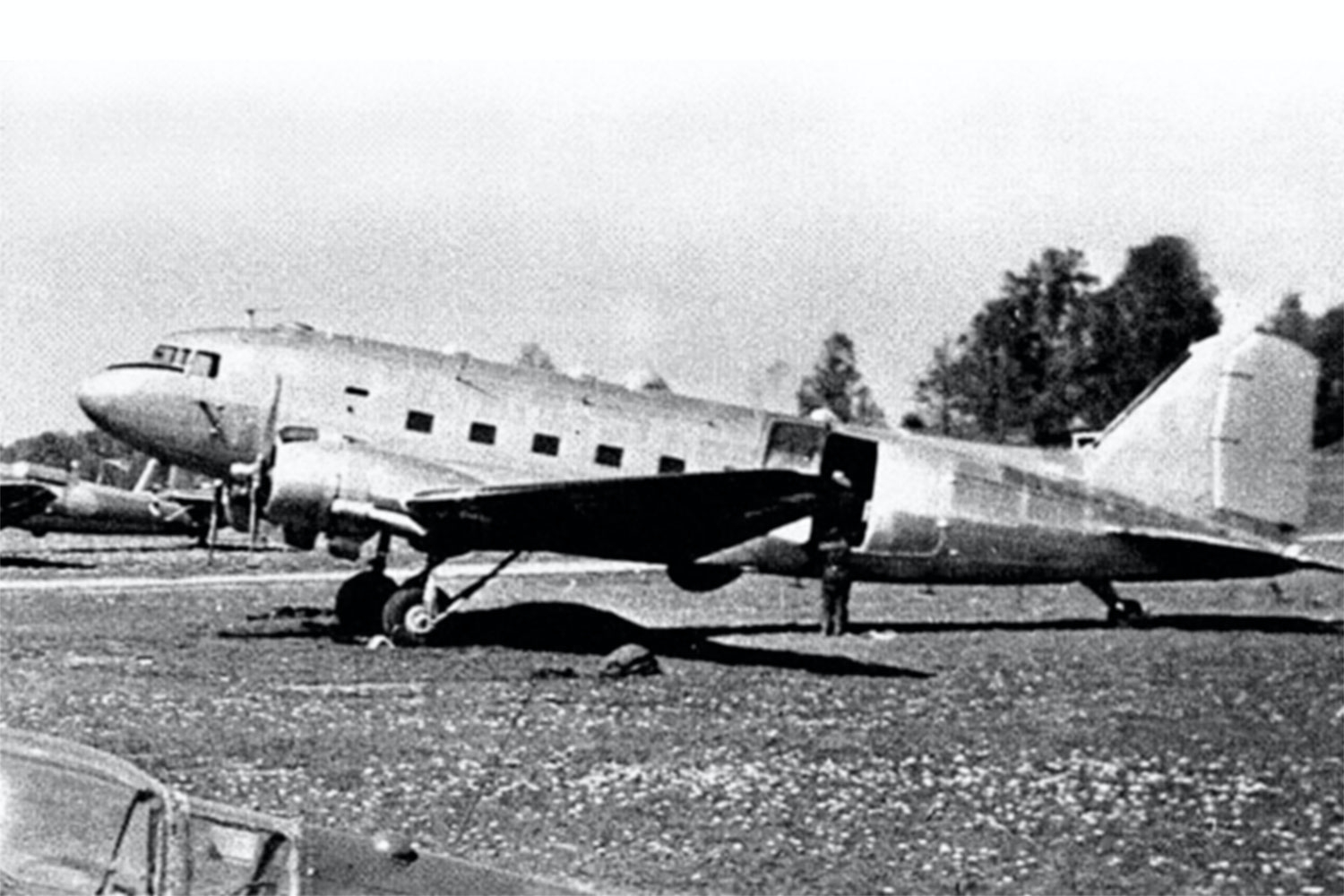
DC 3:an, en Tp 79 Hugin med flypvapennummer 79001 på F 8 Barkarby 1951.

Eric Harry Carlsson, född 3 juli 1919 några mil söder om Kristianstad, död 13 juni 1952, var en svensk FRA-anställd telegrafist. Han var en av fyra telegrafister på det svenska signalspaningsplanet som sköts ner av ett sovjetiskt Mig-15-plan den 13 juni 1952 över internationellt vatten öster om Gotska Sandön under en topphemlig flygning i närheten av en stor sovjetisk marinövning.

## Karriär
Carlsson hade genomförd värnpliktstjänstgöring på Wendes artilleriregemente (A 3) i Kristianstad. Han kunde sju språk och hade stor användning av ryska. Carlsson var anställd vid Försvarets radioanstalt där han hade lärt sig radioteknik. Carlssons kvarlevor hittades aldrig i flygplanskroppen och samtidigt har de funnit tecken på att han skulle ha hunnit lämna DC3:an med hjälp av en fallskärm då den sovjetiske piloten har uppgett att han såg minst en svensk i fallskärm lämna det brinnande planet. Det fanns även hemliga Säpo-dokument som pekade ut Carlsson som övertygad kommunist och potentiell förrädare. Misstankarna mot Carlsson har aldrig avskrivits.
Planet återfanns genom försorg av en privat efterforskningsexpedition som leddes av dykaren och den tidigare stridspiloten Anders Jallai den 10 juni 2003. Vraket låg på 120 meters djup, 55 kilometer öster om Gotska Sandön. Den 13 juni 2004, efter exakt 52 år, tilldelades männen som var med på flygningen postumt Försvarsmaktens förtjänstmedalj i guld under en ceremoni på Berga örlogsskolor. Medaljerna överräcktes av överbefälhavare (ÖB) Håkan Syrén till anhörigas efterlevande.